# Estadio Carlos González
Het Estadio Carlos González (Estadio Banorte) is een multifunctioneel stadion in Culiacán, een stad in Mexico. 
Het stadion wordt vooral gebruikt voor voetbalwedstrijden, de voetbalclub Dorados de Sinaloa maakt gebruik van dit stadion. In het stadion is plaats voor 20.108 toeschouwers. Het stadion werd geopend op 9 augustus 2003 met een wedstrijd tussen Dorados de Sinaloa en Club de Fútbol Cobras (die wedstrijd eindigde in 4–2). Het is daarna gerenoveerd in 2015 en 2018. In 2007 werd dit stadion gebruikt voor het CONCACAF-kampioenschap voetbal onder 20.